# Problema di Waring
In matematica, in particolare in teoria dei numeri, il problema di Waring, proposto da Edward Waring nel 1770, pone la seguente questione: esiste per ogni numero naturale {\displaystyle k} un intero positivo {\displaystyle s} tale che ogni numero naturale sia la somma di al più {\displaystyle s} potenze {\displaystyle k}-esime di numeri naturali?
La risposta affermativa, nota come teorema di Hilbert-Waring, fu fornita da Hilbert nel 1909.
Il problema di Waring ha la sua Classificazione delle ricerche matematiche, 11P05, come "Waring's problem and variants".

## Il numerog(k)
Per ogni k, il minimo numero s che verifica il teorema di Hilbert-Waring è denotato con g(k). Banalmente g(1)=1. 
La prima parziale risposta sulla strada della determinazione esplicita di g(k) è stato il teorema di Lagrange del 1770, il quale stabilisce che quattro quadrati sono sufficienti a rappresentare ogni numero naturale; inoltre 7 non può essere scritto come somma di tre quadrati, e quindi g(2)=4.
Negli anni furono stabiliti vari limiti usando sofisticate tecniche di dimostrazione. Ad esempio Joseph Liouville mostrò che g(4) è minore o uguale di 53. Hardy e Littlewood provarono che ogni numero sufficientemente grande è la somma di 19 quarte potenze.
Wieferich e A. J. Kempner dimostrarono tra il 1909 e il 1913 che g(3)=9; mentre R. Balasubramanian, F. Dress, e J.-M. Deshouillers provarono che g(4)=19 nel 1986; Chen Jingrun dimostrò che g(5)=37 nel 1964 e 
Pillai che g(6)=73 nel 1940.
Eulero congetturò che
{\displaystyle g(k)=2^{k}+\left[\left({\frac {3}{2}}\right)^{k}\right]-2}
dove [x] denota la parte intera di x.

## Il numeroG(k)
Legata a g(k) è la funzione G(k), definita come quel numero s tale che ogni numero sufficientemente grande è somma di al più s potenze k-esime. Dalla definizione è chiaro che {\displaystyle G(k)\leq g(k)}, poiché se ogni numero è somma di s potenze a maggior ragione lo sarà ogni numero da un certo punto in poi.
È facile vedere che G(2)=4, perché ogni numero congruo a 7 modulo 8 non può essere rappresentato come somma di tre quadrati (dimostrando quindi che {\displaystyle G(2)\geq 4}), e al contempo si ha g(2)=4.
Harold Davenport dimostrò nel 1939 che G(4)=16.
Non sono noti altri valori di G(k); sono però conosciuti limiti inferiori e superiori.

### Limiti inferiori
Per ogni {\displaystyle k} maggiore di {\displaystyle 1} si ha {\displaystyle G(k)>k}. Per classi speciali di numeri questo limite si alza:
- se {\displaystyle k=2^{r}} o {\displaystyle k=3\cdot 2^{r}} (con {\displaystyle r>1}) allora {\displaystyle G(k)\geq 2^{r+2}};
- se {\displaystyle p} è un primo maggiore di {\displaystyle 2} e {\displaystyle k=p^{r}(p-1)}, allora {\displaystyle G(k)\geq p^{r+1}};
- se {\displaystyle p} è un primo maggiore di {\displaystyle 2} e {\displaystyle k={\frac {p^{r}(p-1)}{2}}}, allora {\displaystyle G(k)\geq {\frac {p^{r+1}-1}{2}}}.

### Limiti superiori
Sono noti i seguenti limiti superiori per G(k):
| k                         | 3 | 5  | 6  | 7  | 8  | 9  | 10 | 11 | 12 | 13 | 14 | 15  | 16  | 17  | 18  | 19  | 20  |
| {\displaystyle G(k)\leq } | 7 | 17 | 21 | 33 | 42 | 50 | 59 | 67 | 76 | 84 | 92 | 100 | 109 | 117 | 125 | 134 | 142 |

G(3) è almeno 4, poiché i cubi sono congrui a 0, 1 o -1 modulo 9; 1290740 è il più grande numero minore di {\displaystyle 1,3\cdot 10^{9}} che richiede sei cubi, e il numero di interi tra N e 2N decresce con sufficiente velocità all'aumentare di N che si pensa che sia G(3)=4; il più grande numero noto che non è la somma di quattro cubi è 7373170279850 , e ci sono ragioni per affermare che è il più grande esistente.
13792 è il più grande numero che richiede 17 quarte potenze (Deshouillers, Hennecart e Landreau hanno dimostrato nel 2000  che ogni numero tra 13793 e 10245 ne richiede al massimo sedici, e Kawada, Wooley e Deshouillers hanno esteso il risultato di Davenport del 1939 mostrando che ogni numero oltre 10220 ne richiede al massimo sedici). Inoltre sedici potenze sono sempre necessarie per rappresentare i numeri nella forma {\displaystyle 16^{n}\cdot 31}.
617597724 è il più grande numero minore di {\displaystyle 1,3\cdot 10^{9}} che richiede dieci quinte potenze, e 51033617 l'ultimo in questo intervallo che ne richiede 11.